# Britt-Mari erleichtert ihr Herz
Britt-Mari erleichtert ihr Herz (Originaltitel: Britt-Mari lättar sitt hjärta) ist der Titel eines Mädchenbuchs der schwedischen Schriftstellerin Astrid Lindgren, das 1944 im Stockholmer Verlag Rabén & Sjögren erschien.

## Inhalt
Hauptfigur des Briefromans ist die fünfzehnjährige Britt-Mari Hagström, die mit ihren Eltern und den Geschwistern Majken, Svante, Jerker und Monika in dem fiktiven Ort Småstad (dt.: „Kleinstadt“) lebt. Der Vater ist Direktor einer Jungenschule, die Mutter eine Übersetzerin, die den ganzen Tag an ihrer Schreibmaschine verbringt. Für Ordnung in der Familie sorgt die älteste Tochter Majken. 
Als Britt-Mari die ausrangierte Schreibmaschine ihrer Mutter geschenkt bekommt, wird sie vom Schreibfieber gepackt und beginnt Briefe an das Stockholmer Mädchen Kajsa Hultin zu schreiben, in denen sie ihr tägliches Leben, ihre Gedanken und Gefühle schildert. Britt-Maris Tonfall in den Briefen ist geprägt von Humor, Selbstironie und Witz, aber auch von philosophischen und spirituellen Abschweifungen. 

## Geschichte
Nachdem Astrid Lindgrens Erstlingswerk Pippi Langstrumpf vom Stockholmer Verlagshaus Bonnier abgelehnt worden war, unter anderem weil es einem Gutachter als Kinderbuch zu anspruchsvoll erschien, gewann ihr folgendes Manuskript unter dem Arbeitstitel Britt Hagström, 15 Jahre alt den mit 1200 schwedischen Kronen dotierten zweiten Preis eines Mädchenbuch-Wettbewerbs des Verlags Rabén & Sjögren. Bereits wenige Monate später, im November 1944, wurde das Buch als Britt-Mari lättar sitt hjärta (deutsch: Britt-Mari erleichtert ihr Herz) veröffentlicht. Es erhielt positive Rezensionen der führenden Kinder- und Jugendbuchkritikerinnen Schwedens. Greta Bolin beschrieb das Buch im Svenska Dagbladet als „enorm amüsant, voller Humor und munterer Ironie, hin und wieder regelrecht spirituell“. Eva von Zweigbergk urteilte in Dagens Nyheter: „Das Buch hat Humor und Herz.“

## Ausgaben
- Britt-Mari lättar sitt hjärta. Rabén & Sjögren, Stockholm 1944. Illustriert von Ulla Sundin-Wickman.
- Britt-Mari erleichtert ihr Herz. Aus dem Schwedischen von Else von Hollander-Lossow. Oetinger, Hamburg 1954.
- Britt-Mari erleichtert ihr Herz. Deutsch von Anna-Liese Kornitzky. Oetinger, Hamburg 1997, ISBN 3-7891-4134-8.